# Edelsgrub
Edelsgrub är en ort i Österrike. Den ligger i kommunen Nestelbach bei Graz i förbundslandet Steiermark, 140 kilometer sydväst om huvudstaden Wien. Orten var till och med 2014 en egen kommun.